# 東涌炮台

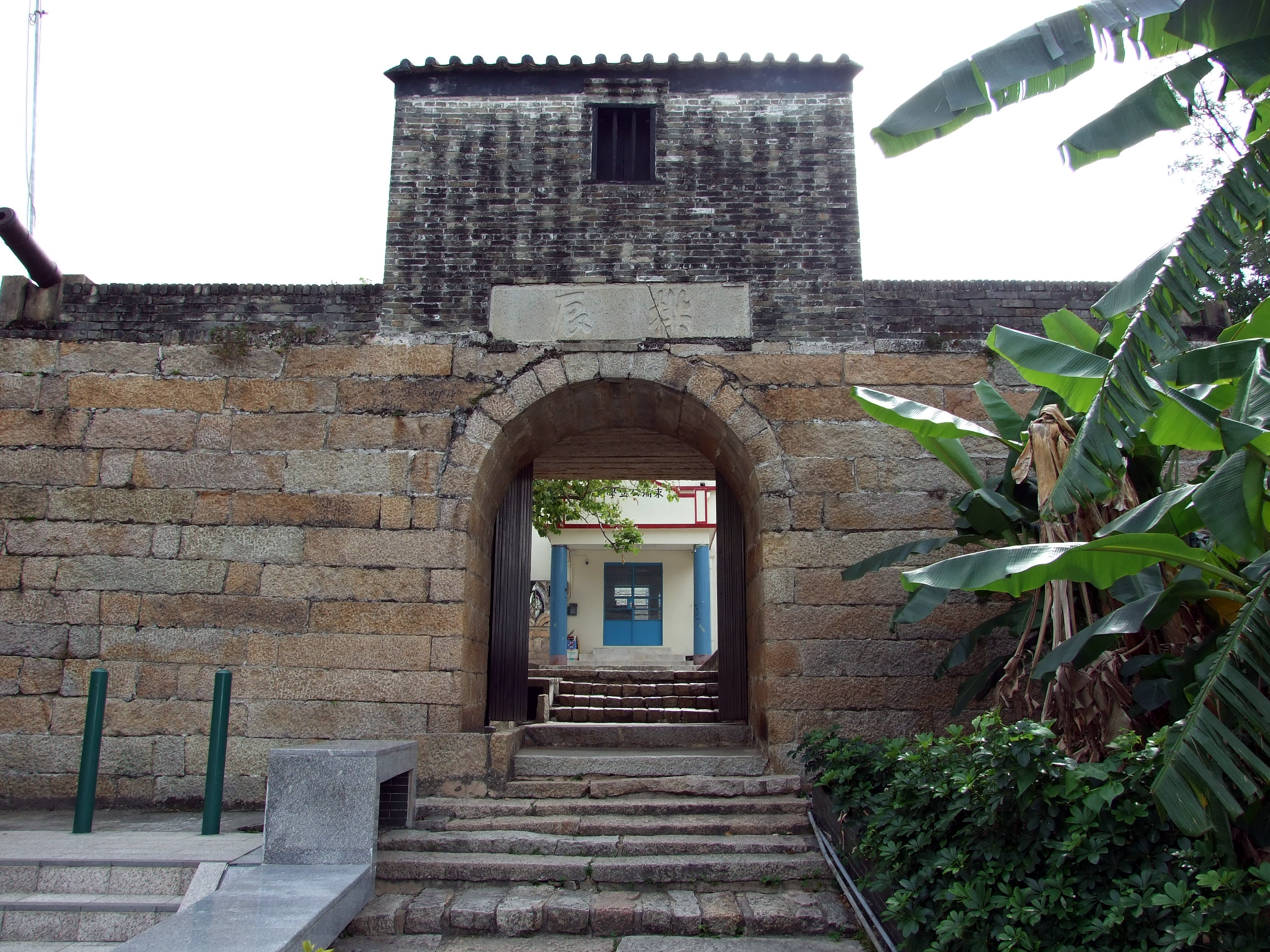
東涌炮台正門

東炮台，又稱為東涌所城或東涌寨城，是香港以前的一個炮台陣地，位於新界大嶼山東涌下嶺皮村，現時已被列入香港法定古蹟。餘下六枝炮台

## 歷史
清朝道光年間，為了阻止鴉片貿易和海盜侵略，當時的清朝水師把附近的大鵬營升為大鵬協，下設左右二營，總部及左營設於深圳的大鵬所城，而右營則是駐在新建的東涌所城，落成於1832年（一說是1817年），設有6門大炮，以控制海面交通。1898年英國租借新界，炮台遂被廢棄。於1937年到1940年期間用作佛山華英中學臨時校舍、東涌鄉事委員會及後成為東涌公立學校校址一部份，東涌公立學校於2003年停辦。香港日治時期，炮台曾被日軍重建。炮台重建後，炮台所在地被用作警署用途，而炮台所在地於1979年8月24日被列為香港法定古蹟，並曾於1988年全面維修。現在兼為東涌鄉事委員會辦事處和展示廳及東涌商會辦事處。

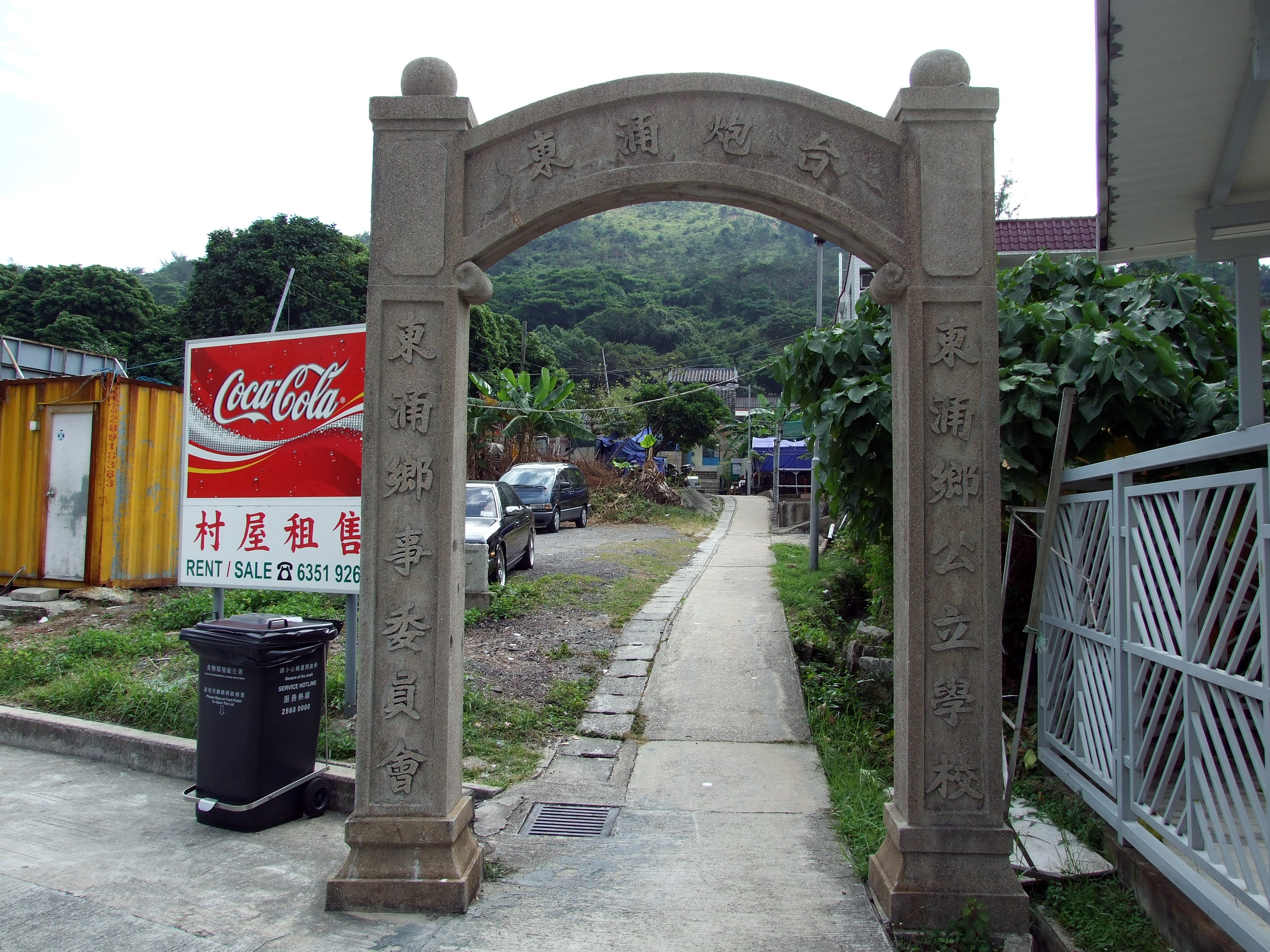
東涌炮台牌坊
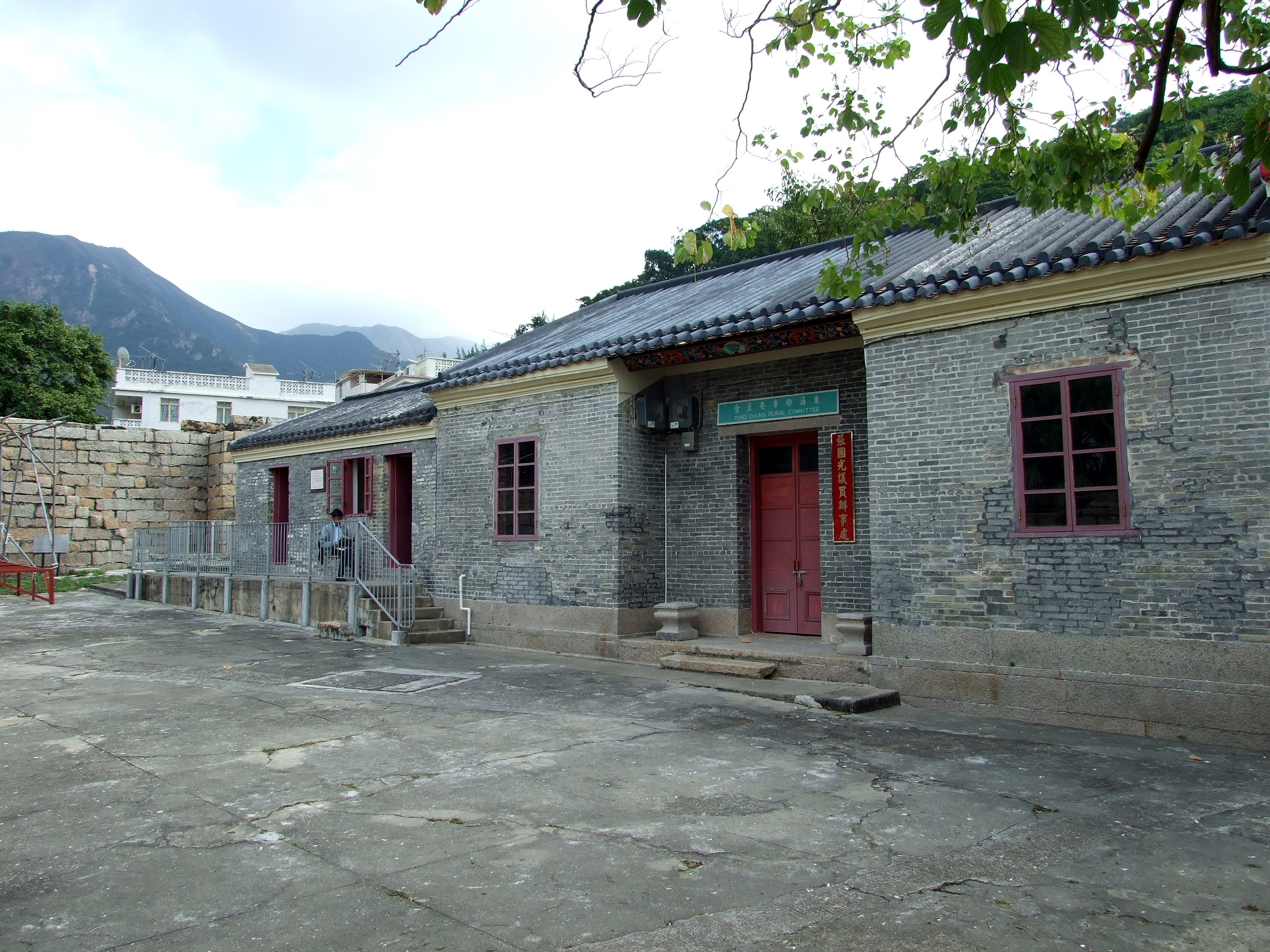
東涌鄉事委員會辦事處和展示廳
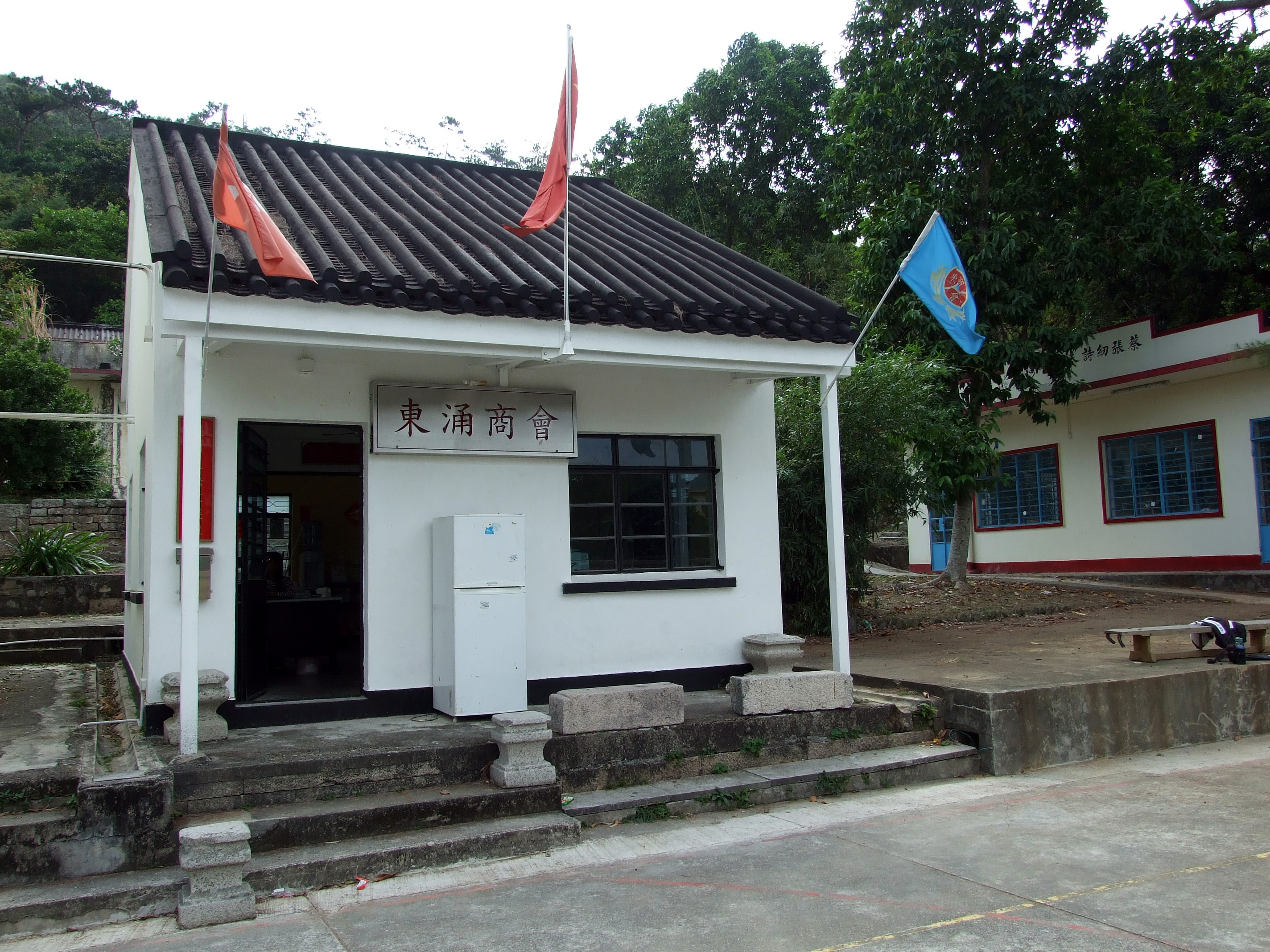
東涌商會
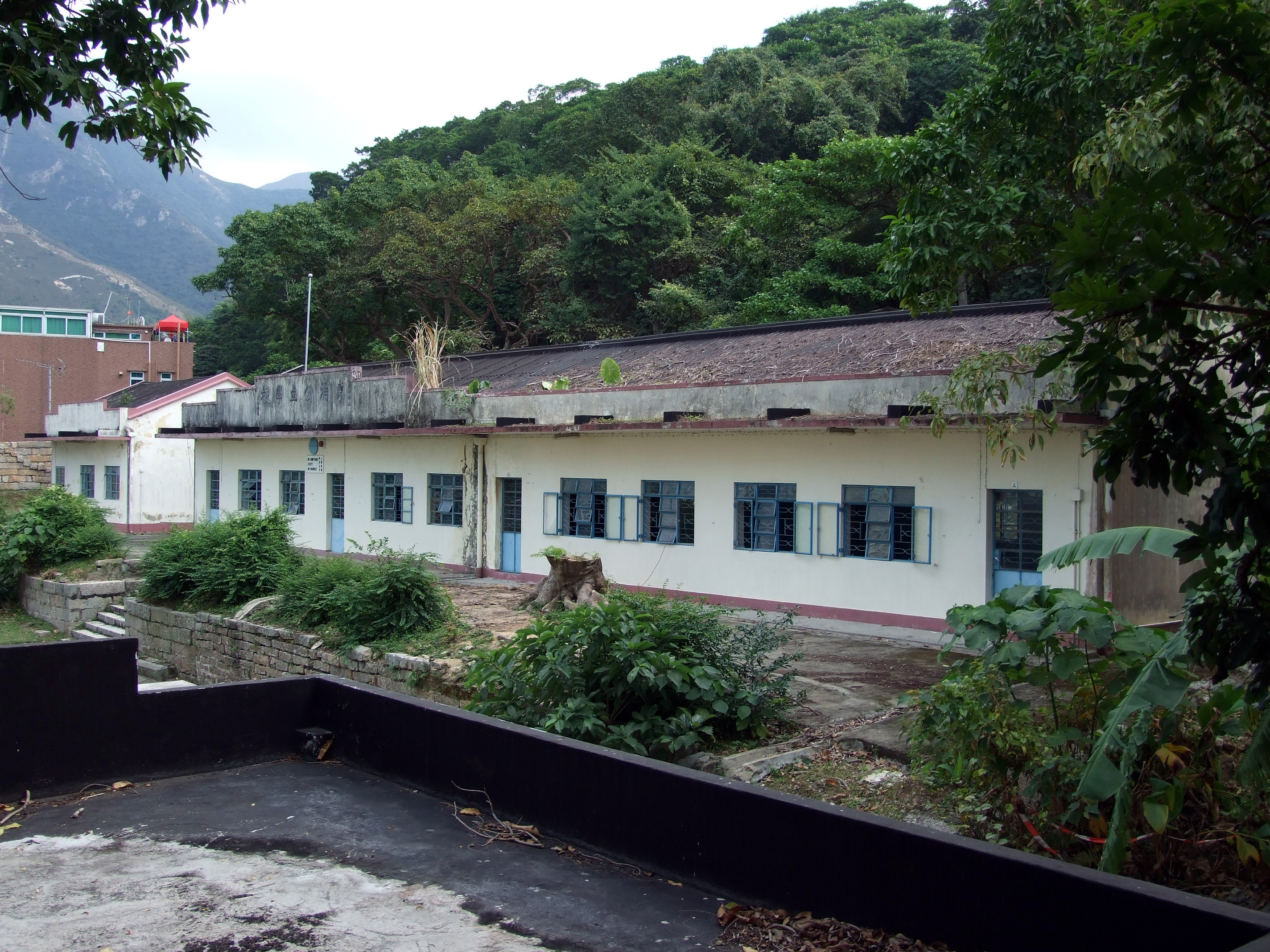
已停辦東涌公立學校舊校舍
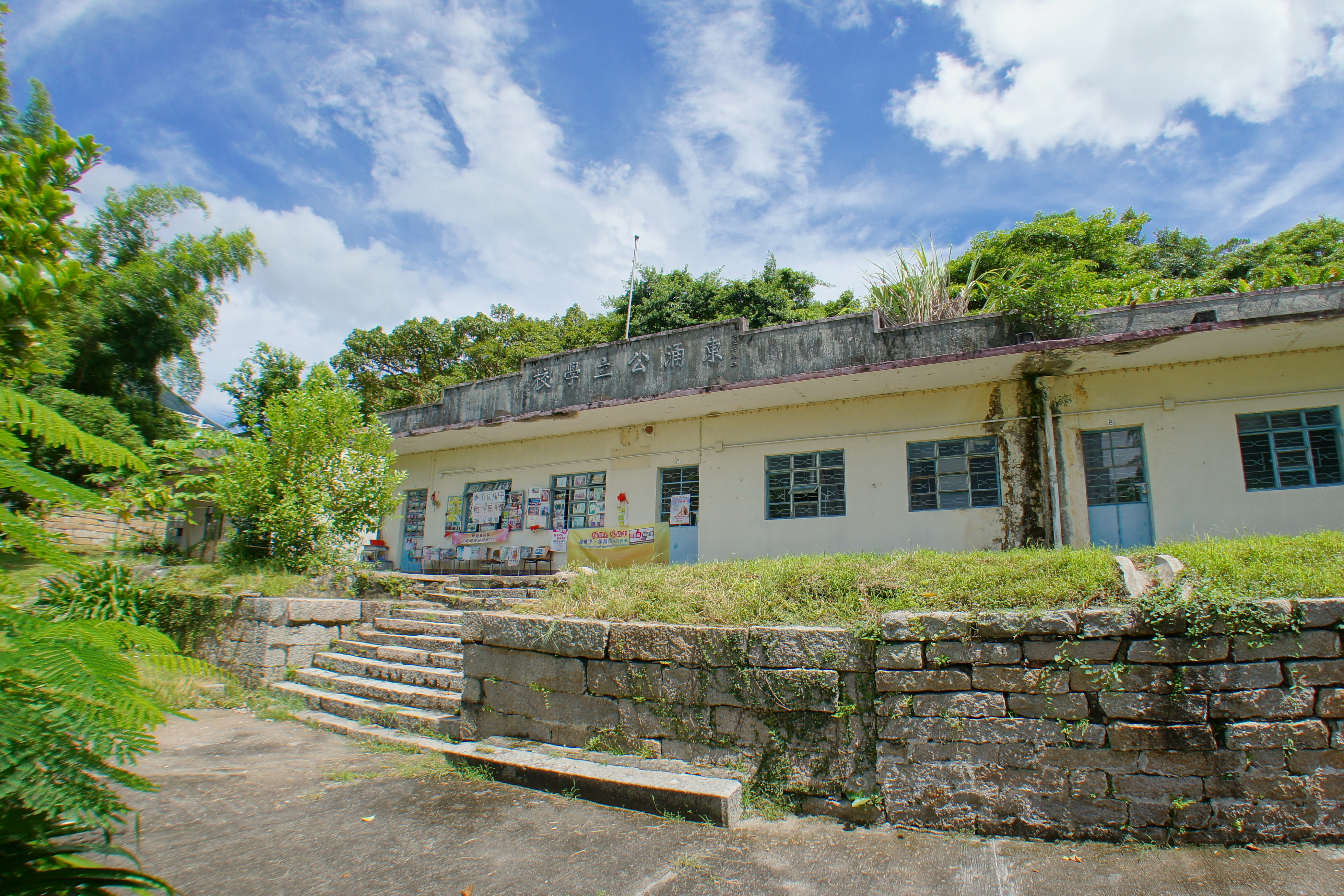
已停辦的東涌公立學校
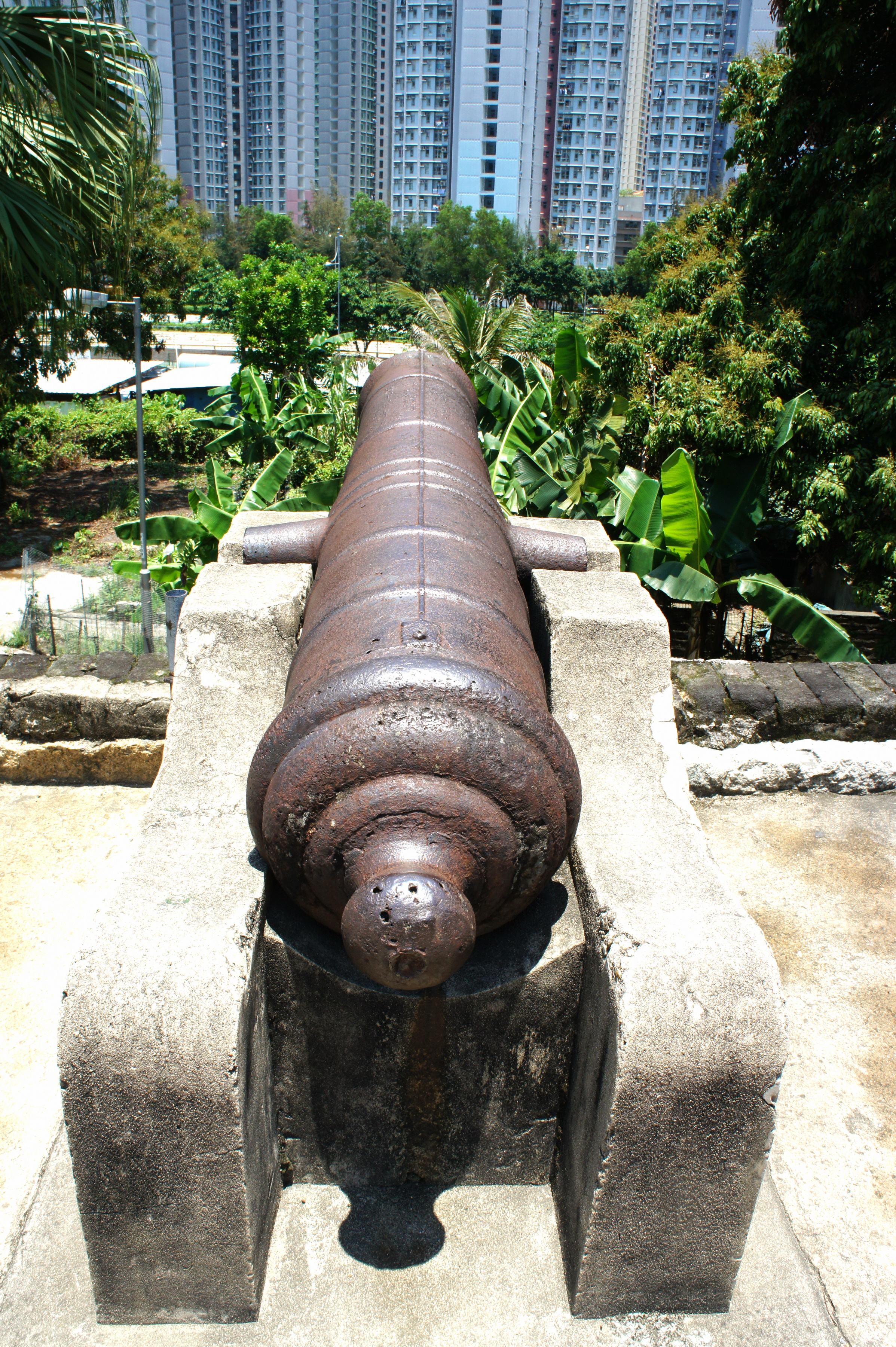
大炮原本是指向東涌灣一帶，現被逸東邨的建築物所阻擋。
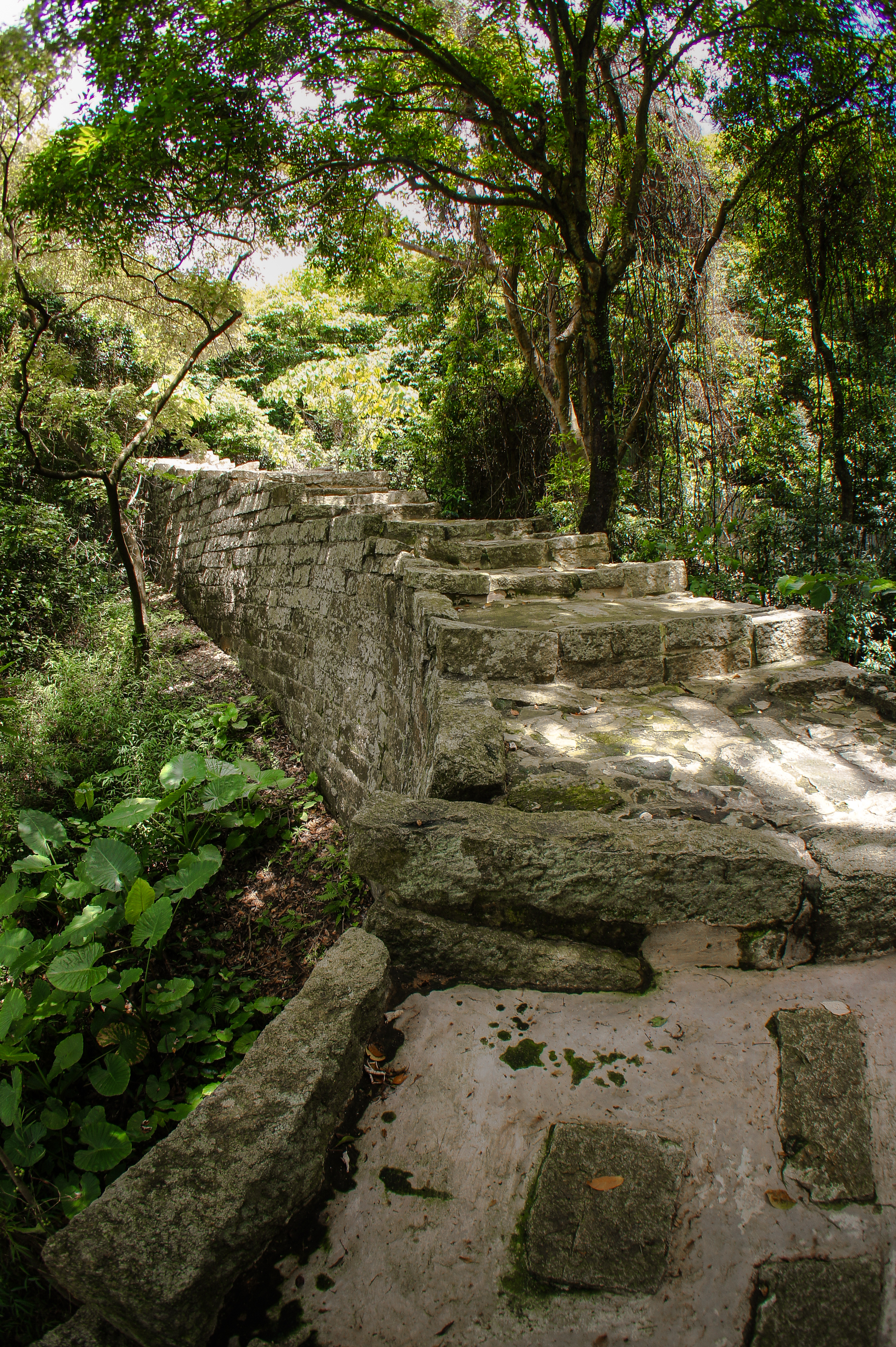
東涌炮台西面城牆上

## 特色
東涌炮台現址面積為70乘80米，城牆以花崗石砌成，設有三道拱形城門，分別為北面正門的「拱辰門」、東面的「接秀門」及西面的「聯庚門」。向北面的城牆上現時仍現存6門大炮，東面設有4門而西面只有兩門，分置於花崗石及水泥的基座上，有鑄於1805年、1809年和1843年的，炮身刻有漢字，寫有鑄造年份，據學者考證此6門大炮並非炮台原有，而是由不同炮台移來作裝飾之用。　　　　　　　　　　　　　　　　　　　　　　　　　　　　　　　　　　　　　　　　　　　　　　　　　　　　　　　　　　　　　　　　　　　　　　　　　　　　　　　　　　　　　　　　　　　　　　　　　　　　　　　　　　　　　　　　　　　　　　　　　　　　　　　　　　　　　　

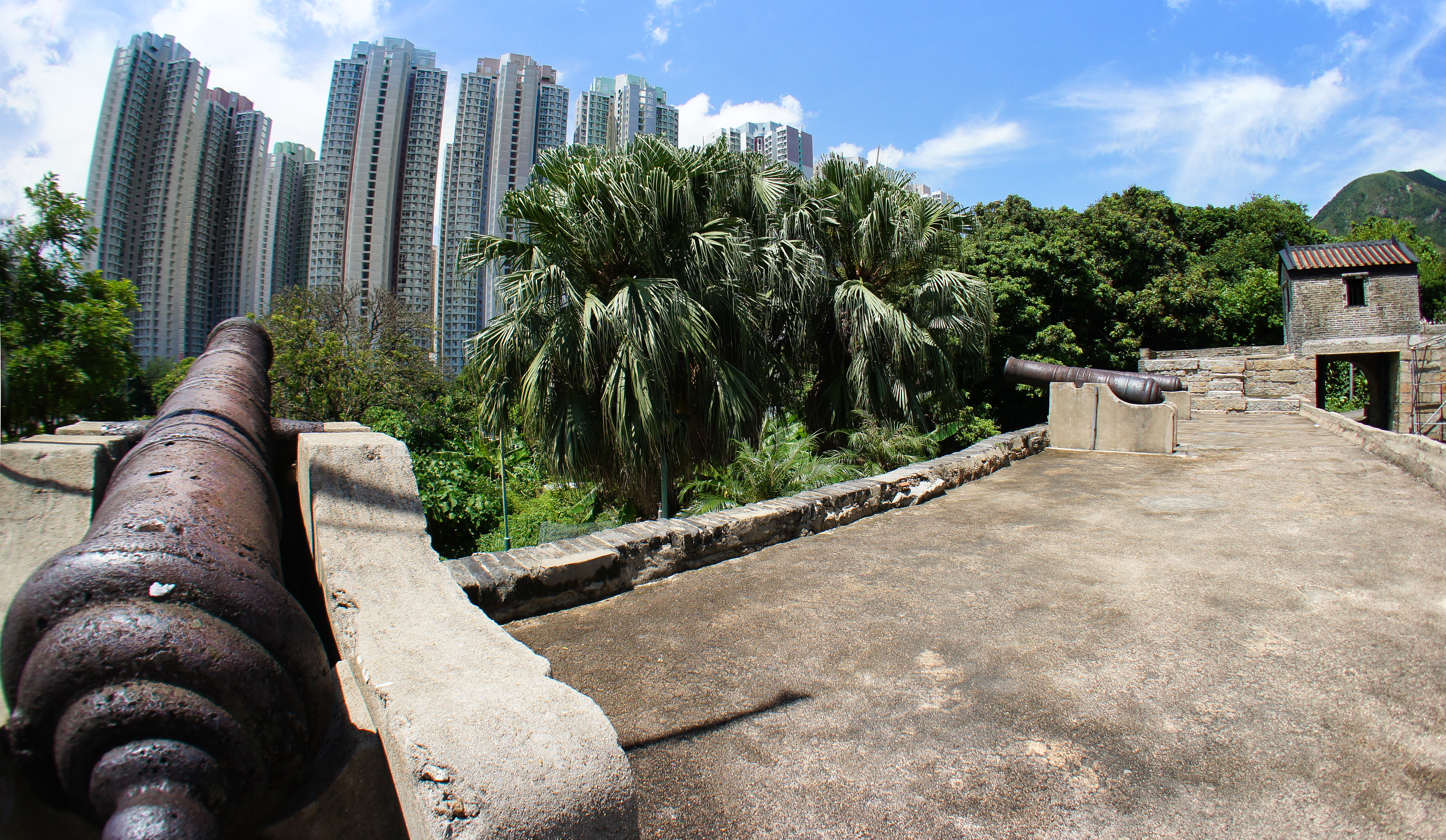
北面城牆上的大炮
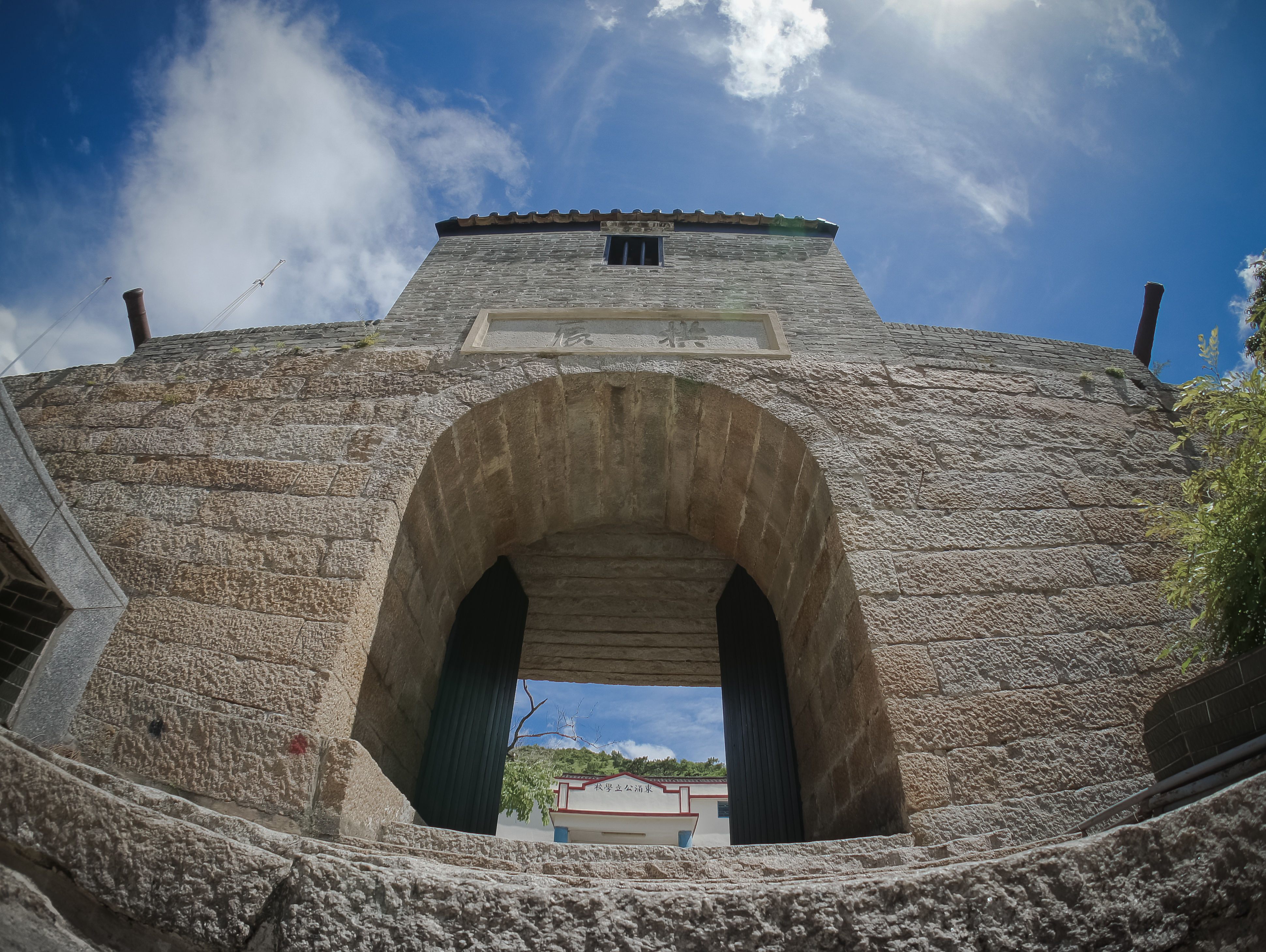
拱辰門

## 外部連結
- 東涌炮台 （页面存档备份，存于）
- 香港生態遊 第六站：東涌炮台 （页面存档备份，存于）
- 香港電台節目：老土正傳 第三章：《烽火燃情》 （页面存档备份，存于）